# 山口母親殺害事件
山口母親殺害事件（やまぐちははおやさつがいじけん）とは、2000年（平成12年）7月に山口県山口市で当時16歳の少年（1983年8月21日生まれ）が自分の母親を金属バットで殴り殺害した事件。この少年は、のちに大阪姉妹殺害事件（2005年）を起こしている。

## 事件の経緯
犯人の少年の父親は転職を繰り返していて、酒癖が悪くしばしば妻や少年に対して暴力を振るっていた。1995年（平成7年）1月、少年が小学5年生の時に父親が肝硬変で死亡し、その後は少年は母親と2人暮らしであった。少年は学校では目立たない存在で友人も少なかった。小学生時代は、家庭科の教材費を支払うことができず、それを理由に教師からは調理実習で作った料理を食べる資格がないと決め付けられ、作った料理をゴミ箱に捨てさせられたこともあった。中学校時代は「悪魔」と呼ばれたこともあった。中学2年の時から不登校気味となり、中学3年には3分の2近くを欠席し、修学旅行などの行事にも参加しなかった。
卒業後は高校には進学せず、しばらく就職先が見つからなかったが、知人の紹介で新聞販売店で働き始めた。だが、母親には借金があり、取り立てに迫られたり、家賃や水道料金を滞納していた。生活保護も申し込んだが、認可されなかった。6月になって少年は借金のことを知ったが、その時には「人には言えないが、びっくりするくらい」と少年が述べる様に既にどうしようもない状況だった。事件直前の7月27日と28日には、仕事を初めて無断欠勤している。その際は同僚が迎えに行って28日の途中から出勤したが、夕方には「母親が借金している」と悩みながら同僚に話しかけていた。また、母親には再婚話があり、同僚に対して「僕は邪魔者だから家を出る」「家を出たい」とも話していた。このような家庭事情を店主は汲み取り、自活に向けて収入を増やすため、配達軒数を増やすなど協力を約束している。
そんな中、2000年（平成12年）7月29日午後9時ごろ、少年と母親は口論となる。少年が交際したいと考えていた女性の携帯電話に、母親が無言電話をかけたのがきっかけである。少年は母親を問いただしても認めず、少年が母親から「出て行け」などと言われたことに腹を立て、借金のことも絡んで口論となって暴行を加えた。そして、頭に血が上った少年は金属バットで母親の頭、顔、胸などを殴り倒し、母親を滅多打ちにして殺害。

## 逮捕以降の少年の動き
2000年（平成12年）7月31日午前1時ごろ、少年は「母親を殺した」と110番通報し、山口署から殺人容疑で緊急逮捕された。
2000年（平成12年）8月1日、山口警察署は少年を殺人容疑で山口地検に送検した。この時の少年は自暴自棄で投げやりな態度が目立ち、当初は弁護士の選任を行うことを拒否していた。
2000年（平成12年）8月2日に山口県弁護士会から派遣された弁護士が約25分間にわたって少年と接見した。弁護士制度を説明したり、必要なものがないか尋ねたが、少年は「（弁護士は）必要ない。自分はどうなってもいい」という話をして接見室から出て行った。接見に応じた弁護士は少年の印象について「少年は、受け答えはしっかりしていたが無表情だった。殻に閉じこもり、コミュニケーションを拒否している。精神的に深刻な状態だと思う」と話した。
2000年（平成12年）8月21日、少年は山口地検に「刑事処分相当」の意見書をつけて山口家裁に送致され、山口少年鑑別所で調査を受けた。

## 少年審判
2000年（平成12年）9月11日、第1回審判が山口家裁（和食俊朗裁判官）で開かれ、少年の非行事実や心境について審理した。
しかし、少年の処分決定までには至らなかったため、決定処分は次回の審判へ持ち越しとなった。同日の審判で山口地検は、少年の処遇について「刑事処分相当」の意見を付けており、付添人は「少年の将来を考えると、刑事裁判による刑罰ではなく、少年院で少年に見合った教育をすることが必要だ」と主張している。
2000年（平成12年）9月14日、第2回審判が開かれ、山口家裁（和食俊朗裁判官）は少年を中等少年院送致とする保護処分を下した。
決定理由として、まず、少年の非行事実については「極めて悪質で、社会への影響などを考えると検察官に送致することも考えられる」とした。しかし、動機に酌量の余地があり、非行歴がなく、人格・資質上の問題は家庭環境・生育史に起因しているなどの理由を挙げ、「長期間の矯正教育を受けさせるのが適当であり、年齢的に見ても矯正は充分可能」として中等少年院送致が適当と結論づけた。
保護処分を言い渡した後、裁判官は少年に対して「傷ついてもいいから、多くの大人と話をして立ち直ってほしい」と語りかけた。少年は処分決定を言い渡された時、しばらくの間沈黙したが、裁判官に促されると「分かりました」と答えた。少年は同日の審判で「客観的に見て許されないことをしてしまった。母が抱えていたものをもっと説明してくれていれば、違う展開になったかもしれない」と語った。また、逮捕当初目立った投げやりな態度も、第2回審判間近の頃には付添人弁護士に対して「世間に騒がれ、社会に受け入れてもらえないのではないか」とこれからの不安も漏らしつつも、「少年院で技術を身につけたい」と前向きな気持ちを伝えるまでに改善していた。
山口家裁の決定について、前野育三は「少年の未熟さに配慮し、教育的観点を優先させた決定だ。少年に責任を取らせる考え方では社会の安全を維持できないことが諸外国の経験からも明らかだ。判断力の未熟な少年犯罪にはできるだけ教育的配慮が望まれる」と矯正教育を重視した判断を評価している。
しかし、実際には充分な「長期間の矯正教育」は行われたとはいえず、わずか3年2か月後の2003年（平成15年）10月に出所している。
2000年（平成12年）は西鉄バスジャック事件や大分一家6人殺傷事件など凶悪な少年事件がキレる17歳世代として話題になっており、その一環のなかで騒がれた。だが、他の事件に比べて理由が「母親の借金で口論になった」というものであったため、当時はそれほど凶悪犯罪扱いはされなかった。

## 退院後
2005年（平成17年）11月17日、成長し22歳となった少年は大阪姉妹殺害事件を起こした。大阪姉妹殺害事件で逮捕された際には成年だったため実名報道され、少年時代の山口母親殺害事件も取り上げられ、快楽殺人者の始まりの事件とみなされるようになる。また、充分な矯正教育が行われなかったことが再犯に繋がった可能性が取り沙汰され、少年法の改正についても議論された。
元少年は「母親を殺したときの感覚が忘れられず、人の血を見たくなった」と大阪府警の調べに対し述べていた。なお、母親殺害事件の際には広汎性発達障害が疑われたが、大阪姉妹殺害事件の精神鑑定では人格障害（非社会性人格障害、統合失調質人格障害、性的サディズム）であるとされた。
2006年（平成18年）12月13日、大阪地裁（並木正男裁判長）は「生命に対する一片の畏敬の念すら感じられない凶悪かつ残虐非道な犯行。反省や悔悟、遺族への謝罪を全く示さず、犯罪傾向が強固で更生は期待できない」として元少年に死刑判決を言い渡した。
2007年（平成19年）5月31日、元少年の死刑が確定。
2009年（平成21年）7月28日、森英介法務大臣（当時）の執行命令書捺印により、自殺サイト殺人事件の死刑囚ほか1名と同日に元少年の死刑が大阪拘置所で執行された。